# Lavannes
Lavannes település Franciaországban, Marne megyében. Lakosainak száma 573 fő (2022. január 1.). Lavannes Isles-sur-Suippe, Berru, Caurel, Époye, Heutrégiville, Pomacle, Saint-Masmes és Warmeriville községekkel határos.

## Népesség
A település népességének változása:
| Lakosok száma | 313  | 388  | 456  | 549  | 618  | 623  | 592  | 571  | 568  | 573  |
|               | 1968 | 1982 | 1990 | 2006 | 2013 | 2015 | 2017 | 2019 | 2020 | 2022 |